# Imago

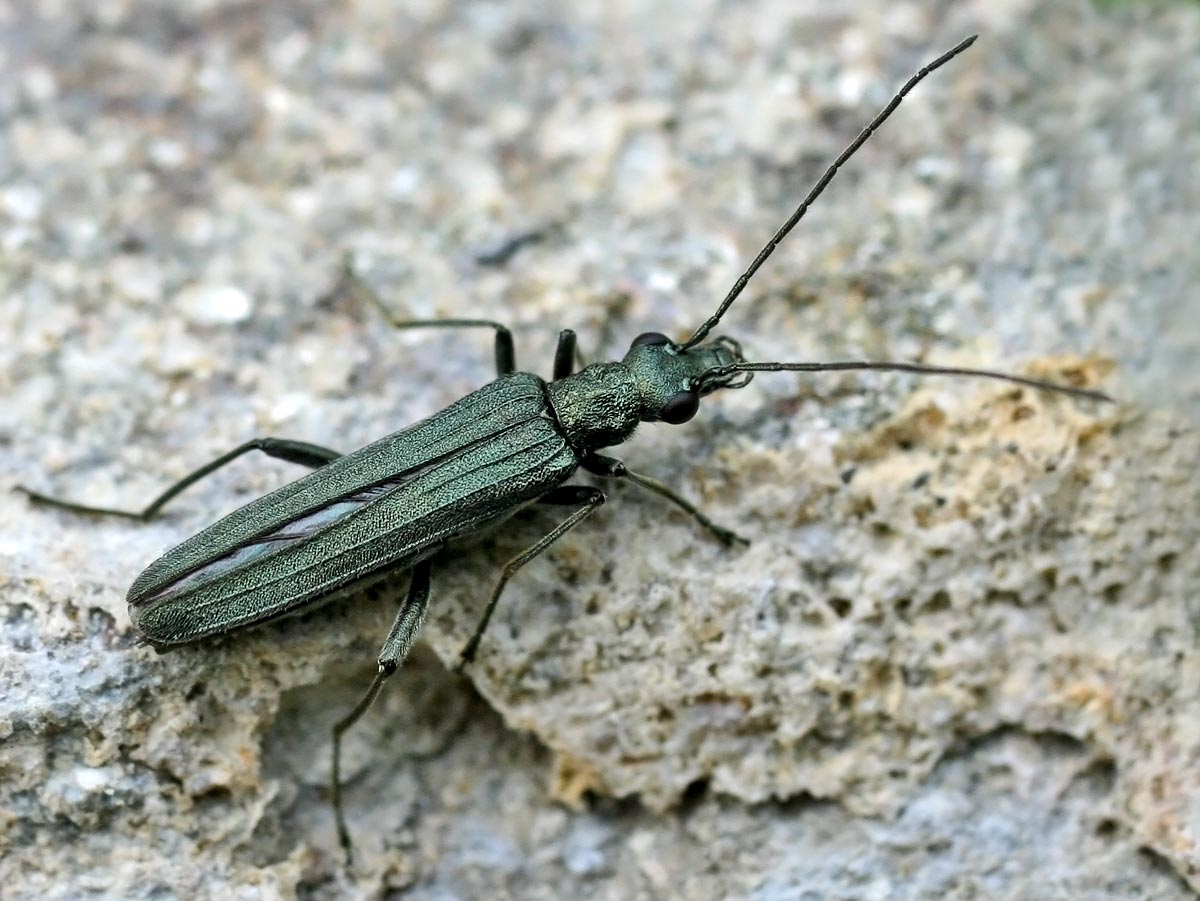
En fullt utbildad blombagge av arten Oedemera virescens.

Imago är en insekts fullbildade stadium. Insekter med fullständig metamorfos blir imago efter puppstadiet. Insekter med ofullständig metamorfos blir imago efter det att de som larv gjort den sista hudömsningen. Imago är det stadium där insekten fortplantar sig och det enda där den kan ha vingar. 